# Бризантность
Бриза́нтность (через нем. brisant от фр. brisance от briser «ломать, разбивать») — характеристика взрывчатого вещества (ВВ), мера его способности к местному дробящему воздействию на среду, в которой происходит взрыв.
Бризантность зависит от состава взрывчатого вещества, его плотности, физического состояния, степени измельчения. Как правило, бризантность возрастает с увеличением плотности и скорости детонации ВВ.

## Способы определения бризантности
Наиболее простым и распространённым является проба Гесса. Этот способ в Российской Федерации используется для промышленных ВВ как стандартный по ГОСТ 5984—99. Испытание проводят путём подрыва заряда массой 50 граммов, заряд располагается сверху на тонком стальном диске, в свою очередь диск установлен сверху на свинцовом цилиндре диаметром 40 мм и высотой 60 мм. После подрыва заряда измеряется уменьшение высоты свинцового цилиндра. Разность между средними высотами цилиндра до и после взрыва является мерой бризантности ВВ. Традиционно измеряется в миллиметрах.
В ряде государств для оценки бризантности ВВ используется бомба Трауцля.

## Бризантность некоторых взрывчатых веществ
- Тротил — 16,5 мм
- Аммонит скальный № 1 прессованный — 22 мм
- Аммонит № 6ЖВ — 14—17 мм
- Аммонал — 16 мм
- Гексоген — оценивается в 24 мм (разбивает свинцовый цилиндр)
- Этиленгликольдинитрат — оценивается в 30 мм (разбивает свинцовый цилиндр)

Измерение бризантности взрывчатых веществ с высокой скоростью детонации и малым предельным диаметром детонации по обжатию свинцового цилиндра затруднительно из-за разрушения цилиндра. Для таких ВВ в России обычно применяют метод измерения обжатия медного цилиндра (кре́шера) в приборе-бризантометре. В качестве стандартного обычно используют заряд прессованного флегматизированного гексогена плотностью 1,65 г/см³.
Бризантность некоторых ВВ по обжатию медного крешера:
- Гексоген флегматизированный — 4,1—4,2 мм
- Гексоген при плотности 1,75 г/см³ — 4,8 мм
- Октоген при плотности 1,83 г/см³ — 5,4 мм

## Другие способы определения бризантности
- оценка дробления оболочки заряда
- измерение импульса ударной волны на баллистическом маятнике
- проба Каста
- песчаная проба